# Miguel Delibes
Miguel Delibes född 17 oktober 1920 i Valladolid, död 12 mars 2010 i Valladolid, var en spansk författare. 
Delibes studerade juridik och administrationskunskap och undervisade senare i handelsrätt och kulturhistoria i Valladolid. Han var även karikatyrtecknare och journalist vid tidningen El Norte de Castilla. 1958 blev han även chefredaktör för denna tidning. Han fick problem med censuren och avgick då i protest. 
1947 debuterade han med romanen La sombre del ciprés es alargada.
Från 1975 var han medlem av Kungliga spanska akademin (Real Academia Española). 
Delibes avled den 12 mars 2010, efter en lång tids sjukdom.